# Тина Тёрнер
Ти́на Тёрнер, также Те́рнер (англ. Tina Turner; при рождении — А́нна Мэ́й Бу́ллок (англ. Anna Mae Bullock), 26 ноября 1939, Натбуш, Теннесси, США — 24 мая 2023, Кюснахт, Цюрих, Швейцария) — американская певица, автор песен, актриса и танцовщица. Обладательница восьми премий «Грэмми». За свой артистизм, темперамент и сценическую экспрессивность она носила титул «Королевы рок-н-ролла». Тернер значилась в десятке самых лучших танцоров мира. Журнал «Rolling Stone» назвал её одной из величайших певиц современности.

## Детство
Анна Мэй Буллок родилась 26 ноября 1939 года младшей второй дочерью в небольшом городке Натбуш, штат Теннесси, в семье Зельмы (урождённой Кюри), рабочей завода, и Флойда Ричарда Буллока, баптистского дьякона, фермера и рабочего завода. Буллок посещала школу Флэг Грув в округе Хэйвуд. Её родители развелись, когда Анне было 10 лет. После этого Анну и её старшую сестру, Руби Элин, воспитывала бабушка. Анна оставалась в Натбуше до смерти бабушки. В 16-летнем возрасте она с матерью и сестрой переехала в Сент-Луис.

## Айк и Тина Тёрнер Ревью

### Начало
В Сент-Луисе Анна Мэй посещала школу Самнер Хайт Скул. В это же время старшая сестра часто брала её в ночные клубы города. Однажды в клубе «Imperial» Анна познакомилась с ритм-н-блюзовым музыкантом, уроженцем Миссисипи, Айком Тёрнером. Позже она просила его о возможности петь в его группе The Kings of Rhythm («Короли Ритма»). Первоначально Айк был настроен скептически, но после большой настойчивости со стороны Анны, он, в конечном счёте в 1957 году, позволил ей петь с ним. Таким образом, Буллок стала вокалисткой и ведущей шоу Айка под прозвищем Литл Энн (Маленькая Энн), когда ей было 18 лет.

### Всеобщий успех

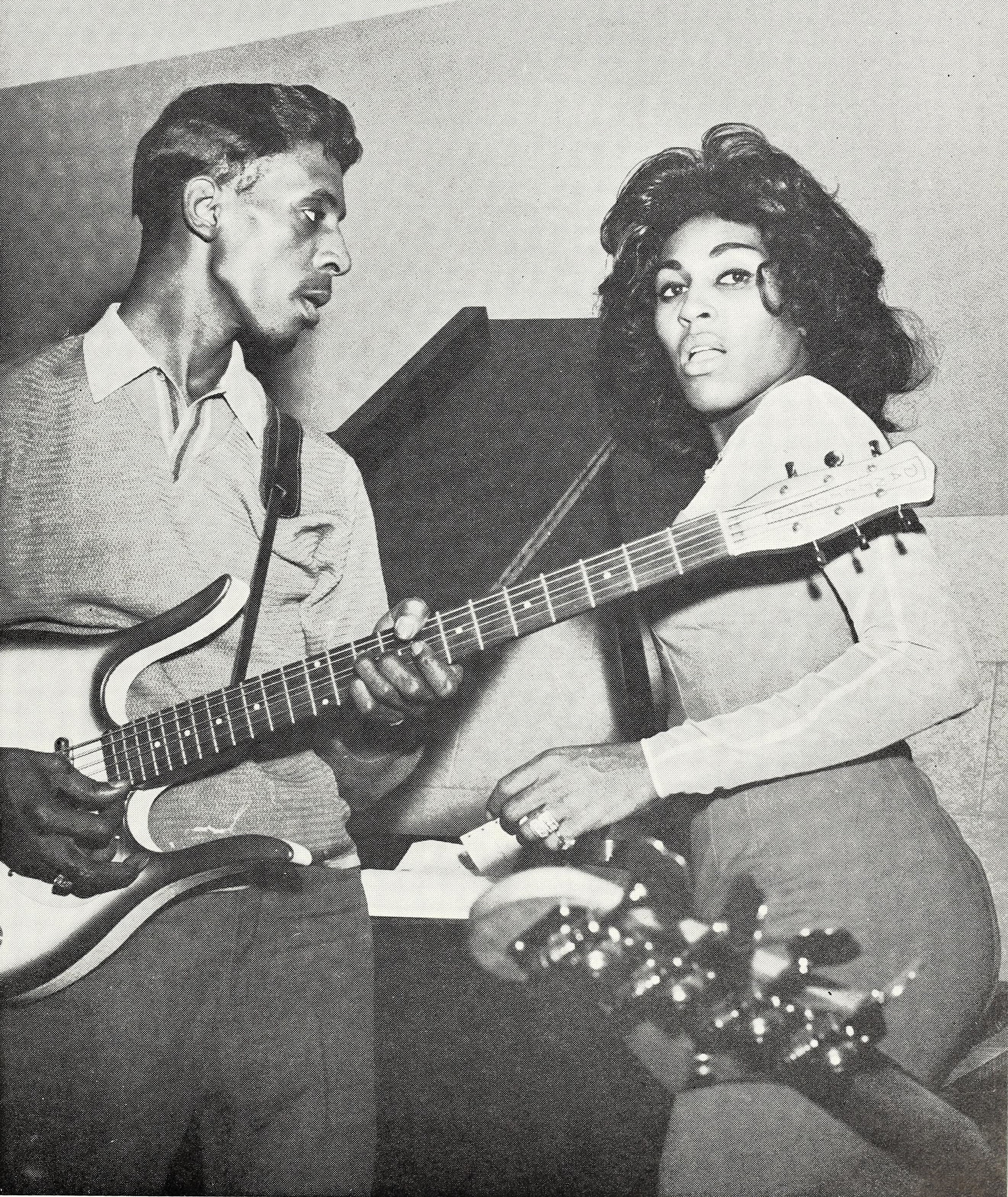
Айк и Тина Тёрнеры в 1962 году

В 1960 году, когда запланированный для записи песни «A Fool in Love» певец не появился в студии, Анна Мэй записала вокал для песни вместо него . Эта песня стала популярным ритм-н-блюзовым хитом в США, добравшись до верхних пунктов американских чартов. Айк изменил имя Анны Мэй Буллок на «Тина Тёрнер» и название своей группы — на «Айк и Тина Тёрнер Ревью» («Ike & Tina Turner Revue»). В 1962 году пара поженилась в городе Тихуана в Мексике.
Тёрнер растила четырёх мальчиков — Айка-младшего и Майкла (сыновей Айка от предыдущих отношений) и двух её родных детей — Крэйга (сына Анны, род. в 1958 году от её ранних отношений с Рэймондом Хиллом, саксофонистом из группы Айка) и Рональда (их единственного совместного ребёнка, род. в 1961 году).
С изменением времён и музыкальных стилей Тина превращалась в уникальную сценическую персону — певицу и танцовщицу, заставлявшую публику трепетать на живых концертах группы. Тина и бэк-вокалисты группы, The Ikettes («Айкетки»), сочиняли сложные и электрофицирующие программы для своих выступлений, повлиявших на многих других артистов, включая Мика Джаггера (чей британский тур они открывали в 1966 году) .

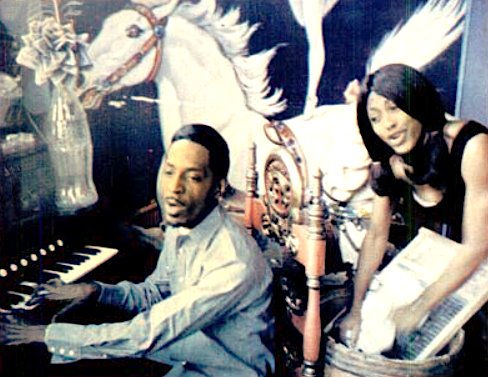
Айк и Тина Тёрнеры в 1966 году

В 1960-х Айк и Тина записали серию хитов, включая песни «A Fool in Love», «It’s Gonna Work Out Fine», «I Idolize You» и «River Deep, Mountain High». К концу десятилетия пара включила в свои песни современные рок-стили, переинтерпретировав многие песни для своих выступлений.

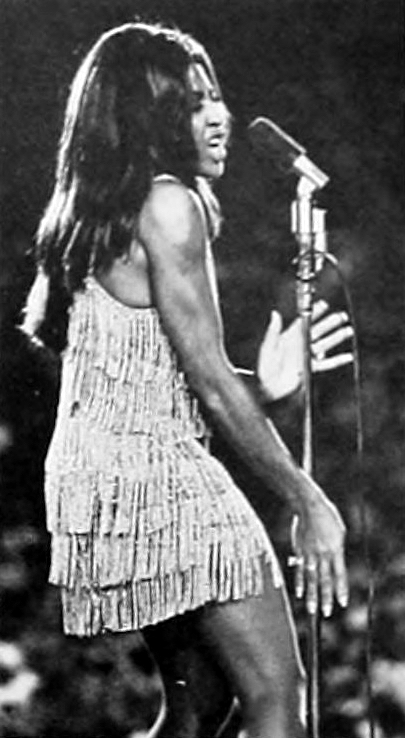
Тина Тёрнер в 1970 году

Их весьма энергичная кавер-версия песни «Proud Mary» группы Creedence Clearwater Revival остаётся сигнатурным хитом Тины Тёрнер. Эта песня дуэта приобрела огромный коммерческий успех, достигнув четвёртого места в чарте Billboard Hot 100 в марте 1971.

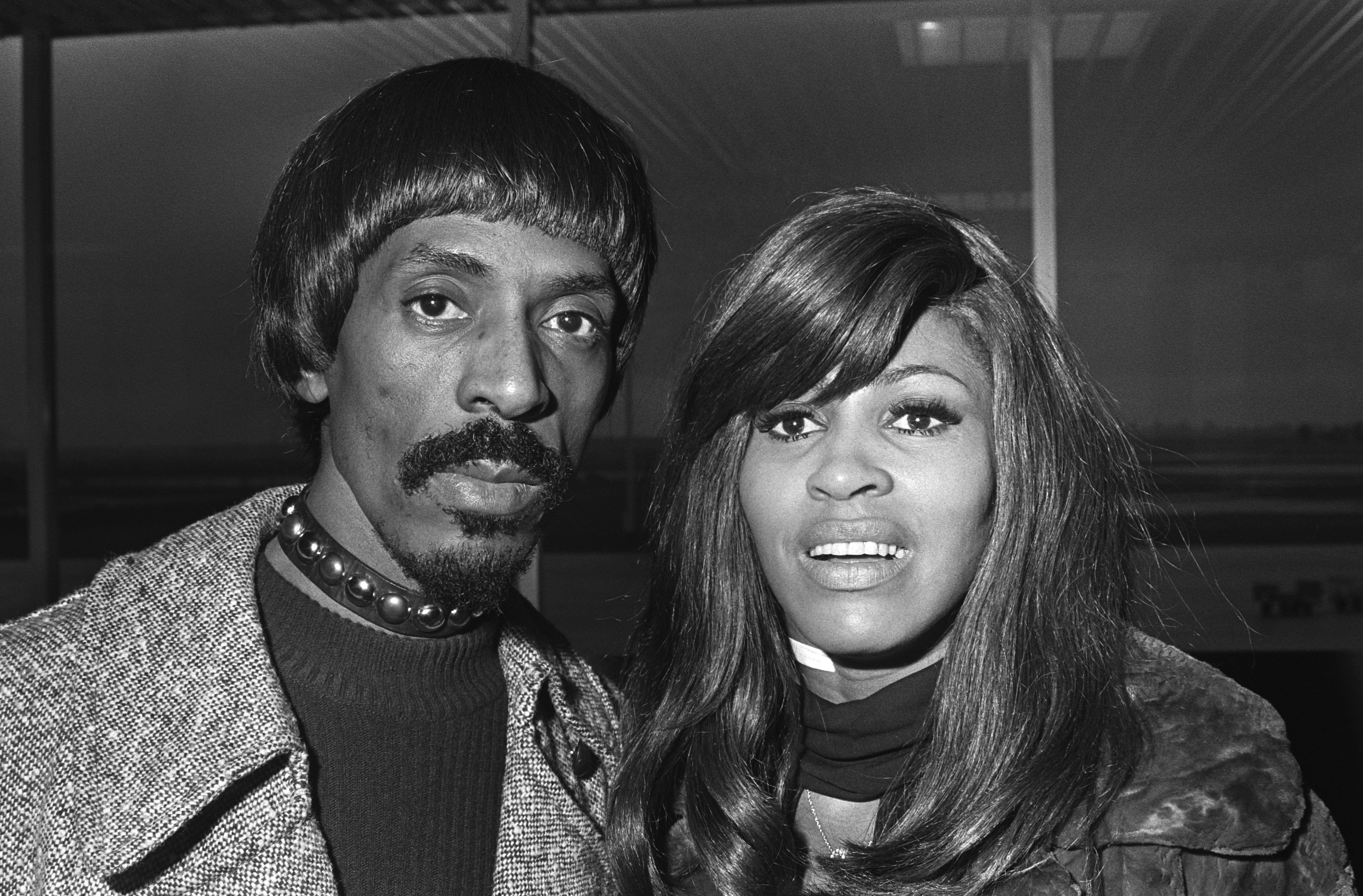
Айк и Тина Тёрнеры в 1971 году

Сингл также заслужил «Грэмми» за «Лучшее вокальное исполнение дуэтом или группой в стиле ритм-н-блюз».

### Спад популярности группы и уход от Айка

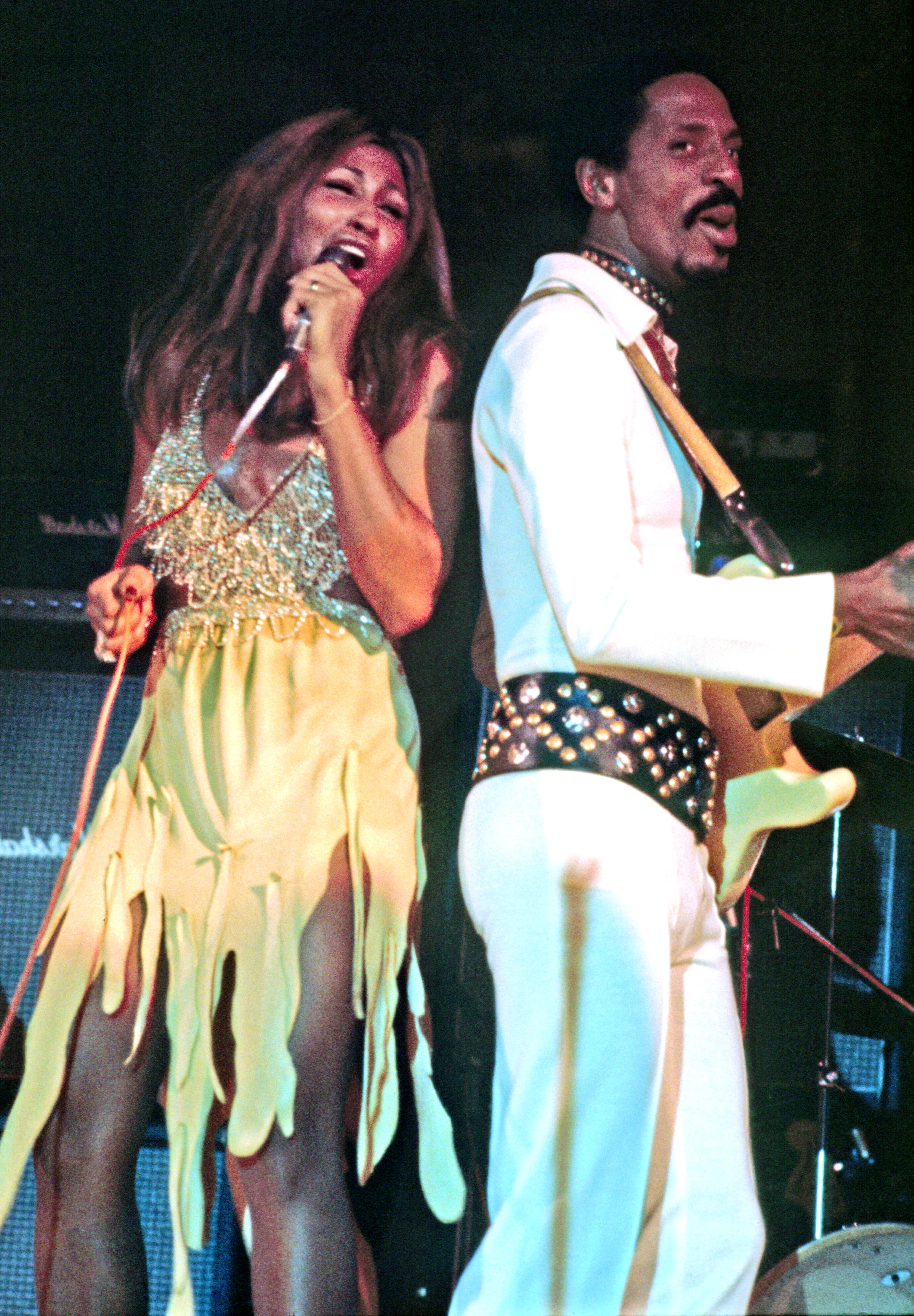
Айк и Тина Тёрнеры в 1972 году

В то время как многие их оригинальные записи терпели неудачи в чартах, Айк и Тина Тёрнер Ревью восхвалялись такими исполнителями, как Роллинг Стоунз, Дэвид Боуи, Слай Стоун, Джэнис Джоплин, Джеймс Браун, Рэй Чарльз, Элтон Джон и Элвис Пресли. После выступления на одну ночь в маленьком клубе для чёрных на Юге могло последовать шоу в Лас-Вегасе или появление на национальном телевидении.
Айк был менеджером и музыкальным директором группы, управляя железным кулаком. Несмотря на вдохновляющее влияние раннего рок-н-ролла и на то, что сам он был прекрасным музыкантом, его управление группой, контрактами и выступлениями в конечном счёте привело к спаду популярности группы, в то время как его злоупотребление наркотиками усилилось. Такая контролирующая, и часто жестокая, атмосфера стала причиной того, что музыканты и бэк-вокалисты часто приходили и уходили из группы. Позже Тина говорила о том, что она регулярно терпела физические надругательства Айка в течение всего их брака.
В середине 1970-х брак и карьера Тины и Айка трещали по швам. Употребление наркотиков Айком приводило к чрезвычайно неуправляемому поведению и побоям. Их музыкальный успех снижался в основном из-за отказов Айка принимать внешний менеджмент для их записей и турне, в то время как его кокаиновый аппетит не унимался. Гастрольных турне становилось всё меньше, продажа их записей — ниже. Их последним совместным успешным синглом стала песня «Nutbush City Limits», написанная Тиной о городе своего детства, которая добралась до 22 места в Hot 100 и до 4 места в чарте Великобритании в 1973 году.
Открыв свою собственную звукозаписывающую студию Bolic Sound после успеха песни «Proud Mary», Айк спродюсировал первый сольный альбом Тины — «Tina Turns the Country On» — в 1974 году.

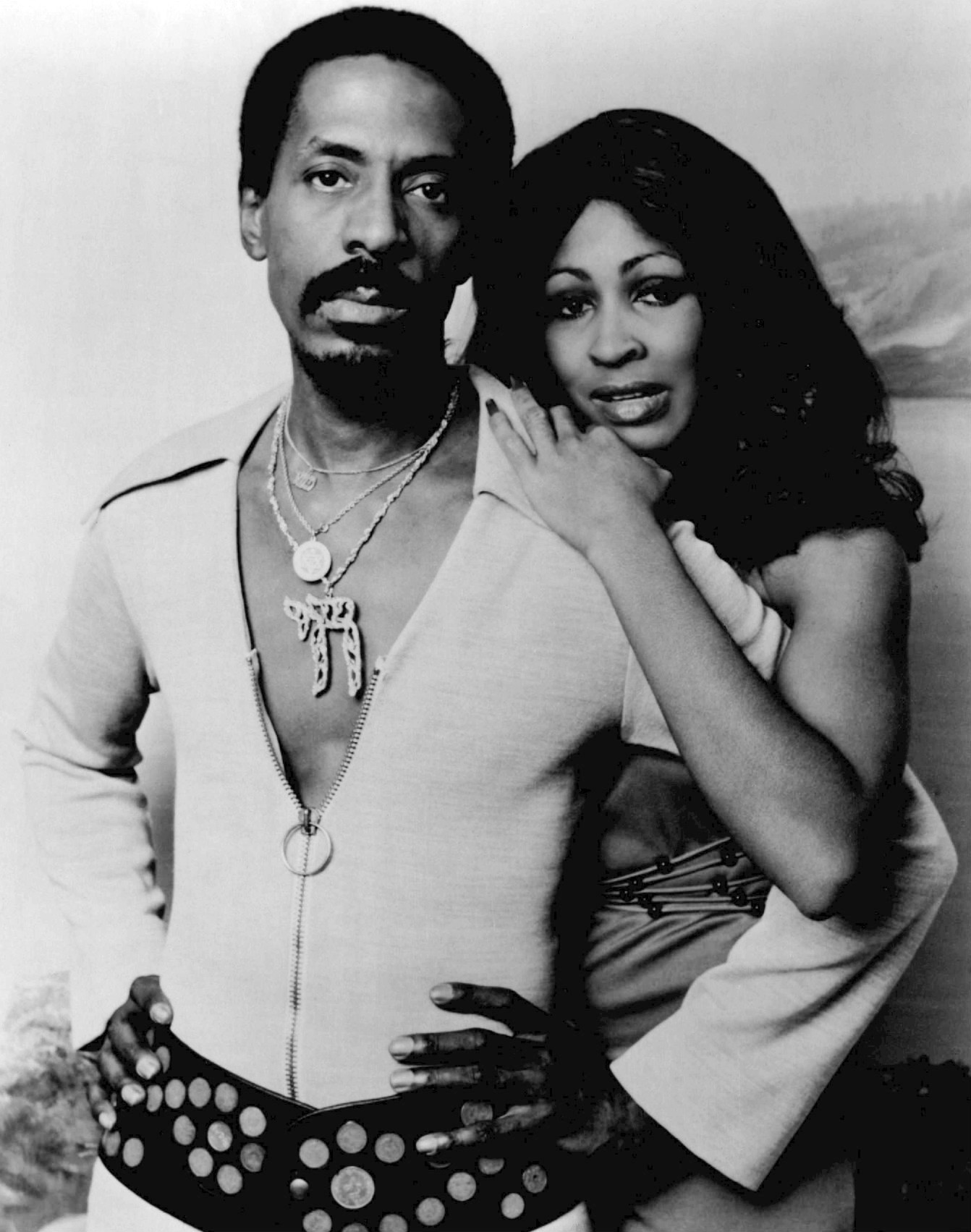
Айк и Тина Тёрнеры в 1974 году

Однако альбом не обрел большого успеха в чартах, в отличие от последовавшего альбома «Acid Queen» в 1975 году, который был выпущен совместно с расхваленным дебютом Тины на большом экране, сыгравшей одноимённую роль в рок-опере The Who — «Tommy».
В 1976 году после очередного скандала и побоев перед выступлением в Далласе на уикенде, посвящённом Дню независимости, Тина оставляет Айка, убегая от него с 36 центами и автозаправочной кредитной карточкой в кармане . Последующие несколько месяцев она провела, скрываясь от Айка у разных друзей.
Тина принимает новую буддистскую веру (ветвь нитирэн), к которой она обратилась ещё во время визита к друзьям в 1974 году, и которая придала ей мужества. Сбежав от Айка в середине турне, Тина знала, что она ответственна по закону перед организаторами за отменённое турне. Нуждаясь в заработке, она стала сольной исполнительницей, дополняя свои доходы выступлениями на телевидении в таких шоу, как «Скверы Голливуда», «Донни и Мэри», «Шоу Сонни и Шер» и «Час с Брэди Банчем».
Её бракоразводный процесс был завершён в 1978 году после 16 лет совместной жизни в браке. В своей автобиографии «Я, Тина», позже лёгшей в основу фильма «На что способна любовь?», она обвинила Айка за годы супружеской жизни, наполненных скандалами, надругательствами и его безудержной тягой к наркотикам. Она ушла от него, оставив только своё сценическое имя и приняв ответственность за долги и налоги из-за отменённого тура.

## Начало сольной карьеры
В 1978 году Тернер выпустила свой первый альбом после разрыва с Айком. Сильным рок-звучанием альбом «Rough» обозначил уход от фанковского ритм-н-блюза времён Ревью, продемонстрировав то направление, по которому дальше хотела бы продвигаться сама Тёрнер. Альбом продавался без особого успеха, как и последовавшая за ним диско-запись 1979 года — альбом «Love Explosion».
Тернер начала широко гастролировать по миру. Однако её карьера серьёзно не продвигалась до тех пор, как она не записала римейк песни «Ball of Confusion» группы Temptations вместе с группой British Electric Foundation в 1982 году. Продюсеры были настолько впечатлены этой записью, что убедили её записать кавер песни Эла Грина «Let’s Stay Together» .
Хотя в американской звукозаписывающей индустрии Тёрнер воспринималась как «нерыночный» исполнитель, её популярность, как сценического исполнителя, не уменьшалась ни в Европе, ни в других частях мира. Capitol Records подписала с певицей и её британским лейблом краткосрочный контракт. Тёрнер разделила своё время между выступлениями на небольших концертах в США для того, чтобы сохранять свою популярность в глазах американской публики, и успешными большими концертами в Европе.
В декабре 1983 года сингл «Let’s Stay Together» попал на 6 место в Британии и стал хитом в Европе. Capitol Records не были заинтересованы в выпуске сингла в Америке до тех пор, пока тысячи импортных копий сингла не наводнили США. В марте 1984 года сингл попал в первую тридцатку американских поп-чартов. Он попал в первую пятёрку ритм-н-блюз и танцевальных чартов. После успеха песни лейбл был вынужден пересмотреть свои прежние оценки перспектив Тернер появляться в чартах и предложил ей записать альбом.

## Возвращение к популярности

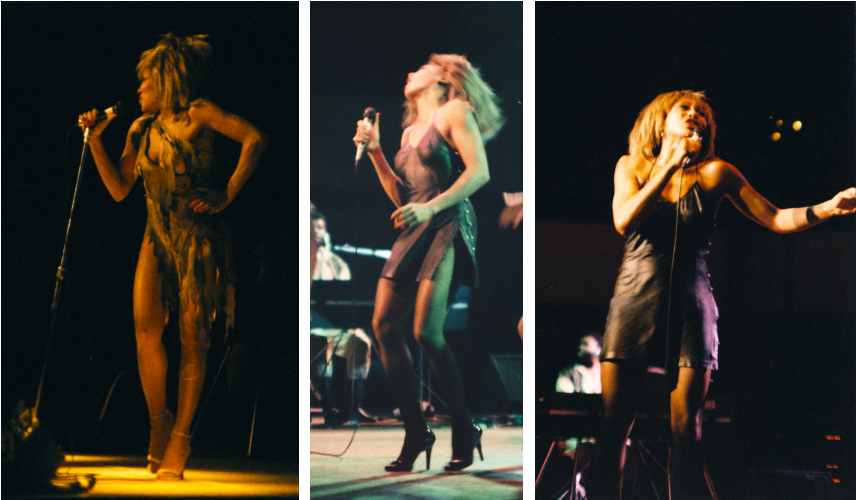
Тина Тёрнер в 1984 году

В 1984 году Тёрнер совершила то, что позже станет называться «изумительным возвращением в истории рок-музыки». В мае лейбл Capitol выпускает сингл «What’s Love Got to Do With It?» в США для поддержки будущего альбома. Но только одиннадцать радиостанций включили сингл в свои плейлисты. Менеджер Тёрнер, Роджер Дэвис, вынудил лейбл продвигать сингл лучше. Две недели спустя после релиза песня оказалась уже более, чем на ста радиостанциях. В конечном счёте, сингл стал всемирным хитом, достигнув в сентябре первой позиции в Billboard Hot 100 и став, тем самым, официально первым и единственным американским хитом номер один Тины Тёрнер. Песня, помимо этого, также попала в первые десятки чартов разных европейских стран.

### Private Dancer и успешный саундтрек

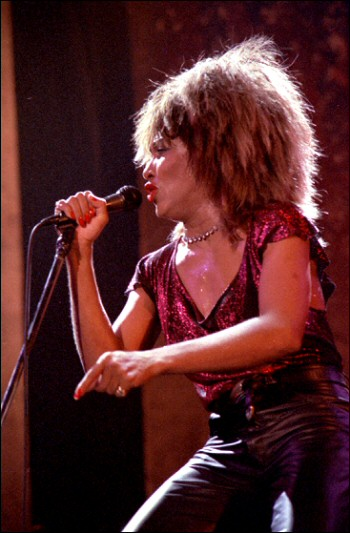
Тина Тёрнер на концерте в Норвегии в 1985 году

Альбом Private Dancer был выпущен в июне 1984 года и с тех пор был продан в количестве более 11 миллионов копий по всему миру, хотя некоторые источники сообщают, что альбом продан в количестве более 20 миллионов. В любом случае, это коммерчески самый успешный альбом певицы.
Помимо «Let’s Stay Together» и «What’s Love Got to Do With It?» с альбома были выпущены такие хиты, как песня «Better Be Good to Me», достигшая первой пятёрки в США, и одноимённая песня «Private Dancer». Позже Тёрнер получила награду MTV Video Music Awards, две премии American Music Awards и четыре статуэтки Грэмми, подтвердив свой статус как «возвратившейся королевы».
В феврале 1985 года Тёрнер отправилась в своё первое сольное мировое турне The Private Dancer Tour с 170 концертами в США, Азии, Европе и Австралии.
После успеха альбома Private Dancer Тёрнер получила роль в фильме «Безумный Макс 3», за которую она позже получила награду NAACP Image Award как «Выдающаяся актриса». В августе был выпущен первый сингл «We Don’t Need Another Hero» из саундтрека к фильму. Сингл стал следующим международным хитом для Тёрнер, добравшись до второго места в Америке и до третьего в Англии. Песня получила номинацию на Грэмми «Лучший женский поп-вокал» и номинацию «Лучшая оригинальная песня» на Золотой Глобус. Вскоре после этого был выпущен сам саундтрек, достигший в чартах 40 места в США и 47 — в Канаде и который был продан в количестве более миллиона копий по всему миру.
Второй сингл, «One of the Living», был выпущен в октябре. Он принёс Тине Грэмми за «Лучшее женское вокальное рок-исполнение». В ноябре был выпущен следующий сингл, «It’s Only Love» — дуэт с Брайаном Адамсом, получивший номинацию «Лучшее вокальное рок-исполнение дуэтом или группой» на Грэмми.

### Break Every Rule. Автобиография «Я, Тина». Первый рекорд Гиннесса
Тина Тёрнер продолжила самые успешные годы в своей сольной карьере, выпустив альбом Break Every Rule в 1986 году. Альбом принёс такие хиты, как «Typical Male», «Two People», «Back Where You Started» and «What You Get Is What You See», и был продан в количестве около 9 миллионов копий по всему миру.
В том же году она публикует свою автобиографию «Я, Тина», в которой она рассказывает о своей ранней жизни и браке с Айком Тёрнером. Тем же летом певица получает звезду на голливудской «Аллее славы».
16 января 1988 года Тёрнер попала в Книгу рекордов Гиннесса, выступив перед самой большой платной аудиторией — более 188 тысяч человек на стадионе «Маракана» в Рио-де Жанейро.

### The Best. Simply the Best
В конце 1989 года Тёрнер выпускает свой седьмой студийный альбом Foreign Affair, включивший кавер хита Бонни Тайлер — песню «The Best». Песня стала одной из знаковых для Тёрнер. В 1990 году певица отправилась в успешное европейское турне в поддержку альбома, выступив перед почти 4 миллионами фанатов на 121 шоу, побив рекорды последних туров Роллинг Стоунз.
В 1991 году Айк и Тина Тёрнер были включены в Зал славы рок-н-ролла.
В том же году Тина выпустила сборник лучших песен Simply the Best. Танцевальная кавер-версия «Nutbush City Limits» попала в верхнюю тридцатку в Британии.

### Автобиографический фильм и саундтрек
В 1993 году автобиография Тины легла в основу фильма «На что способна любовь». Фильм рисовал мрачную картину брака с Айком Тёрнером и преодоление жизненных трудностей через буддизм. Картина получила смешанные рецензии. Тем не менее, Анджела Бассетт, сыгравшая Тину, и Лоренс Фишберн, сыгравший Айка, получили номинации «Лучшая актриса» и «Лучший актёр» соответственно на премию «Оскар».
Саундтрек к фильму готовила сама Тина. Она перезаписала несколько песен, включая «A Fool in Love», «It’s Gonna Work Out Fine», «Nutbush City Limits» и «Proud Mary». Она также записала кавер-версии песен «Disco Inferno», «I Don’t Wanna Fight» и ритм-н-блюзовую балладу «Why Must We Wait Until Tonight», написанную Брайаном Адамсом.
Саундтрек получил платиновый статус в Америке. Сингл «I Don’t Wanna Fight» попал на 9 место в Штатах. Позже в том же году Тёрнер отправилась в американское турне, своё первое за семь лет, для поддержки саундтрека.

### GoldenEye. Wildest Dreams.Cose della vita. Twenty Four Seven
В 1995 году Тёрнер вернулась к музыке с записью главного трека для очередного фильма о Джеймсе Бонде — «GoldenEye». Песня была написана для Тёрнер Боно и Эджем (U2). Сингл вошёл в первые десятки чартов стран Европы.
В 1996 году Тина выпускает очередной альбом — Wildest Dreams. Поддержка альбома сопровождалась очередным успешным мировым турне и даже рекламой колготок Hanes. Альбом получил золотой статус в США и платиновый в Европе, благодаря таким синглам, как «Whatever You Want», кавер-версии «Missing You», «Something Beautiful Remains» и дуэту с Барри Уайтом «In Your Wildest Dreams».
В мае 1996 года Тёрнер отправилась в мировое турне длиной в год и полной распродажей билетов. Тур завершился в апреле 1997 года и собрал в сумме 130 миллионов долларов.
В конце года Тёрнер и один из её музыкантов написали англоязычную версию итальянской баллады «Cose della Vita (Can’t Stop Thinking About You)», которую она исполнила с Эросом Рамазотти. Этот дуэт стал большим европейским хитом.
В апреле 1999 года Тина открыла специальный концерт Divas Live’99 телеканала VH1, исполнив несколько своих хитов 80-х и песню «Proud Mary» с Элтоном Джоном и Шер.
Позже Тёрнер сообщила, что записывает новый альбом. В ноябре 1999 года она выпустила танцевальную песню «When the Heartache is Over» с будущего альбома Twenty Four Seven, который вышел в Европе месяц спустя. В Америке диск вышел в феврале 2000 года и почти достиг золотого статуса.

## 2000-е
В 2000 году Тина отправилась в одно из самых успешных турне в своей карьере. Сообщения о том, что Тёрнер исполнилось 60 лет и она завершает свою 40-летнюю карьеру этим турне, помогли повысить продажи билетов. Ещё до завершения Twenty Four Seven Tour стал самым прибыльным турне 2000 года, согласно агентству Pollstar, собрав более 100 миллионов долларов.
Позже сообщалось, что Тина Тёрнер вновь вошла в Книгу рекордов Гиннесса, как сольный исполнитель, продавший самое большое количество билетов на свои концерты в музыкальной истории.

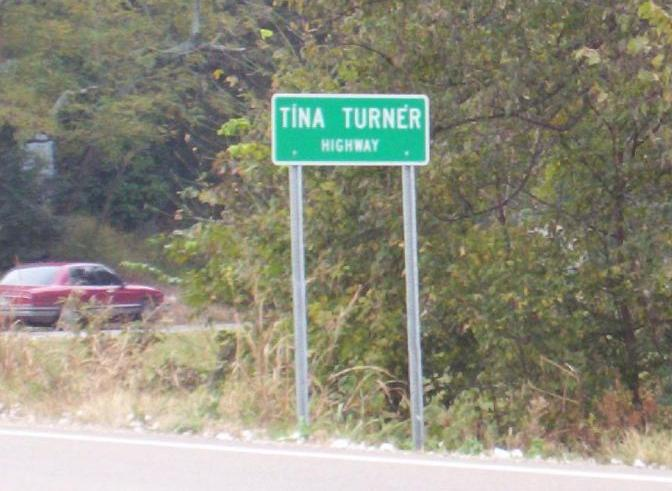
Tina Turner Highway

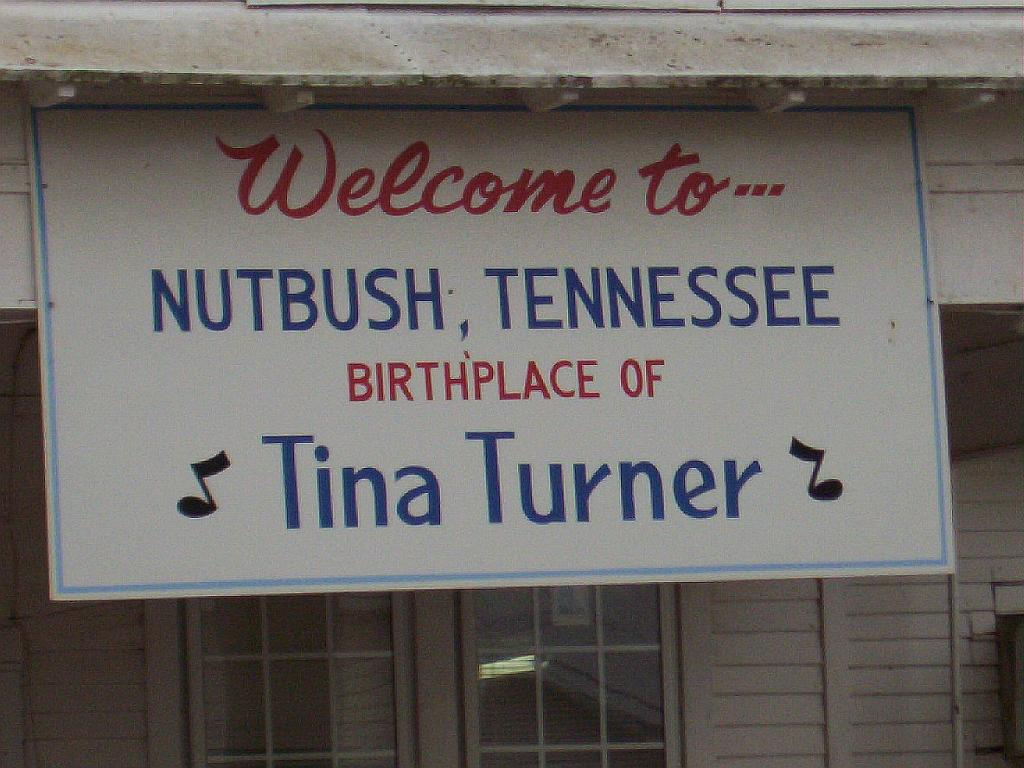
Вывеска на продуктовом магазине в Натбуше: «Добро пожаловать в Натбуш, Теннесси. Место рождения Тины Тёрнер»

В 2001 году одна из дорог штата Теннесси была названа в честь певицы — Шоссе Тины Тёрнер.
В 2003 году вместе с Филом Коллинзом Тёрнер записала песню «Great Spirits» для диснеевского фильма «Братец медвежонок».
В 2004 году Тёрнер выпустила новый сборник лучших песен — All the Best. В поддержку альбома был выпущен сингл «Open Arms», который имел скромный успех в Европе и Америке, но сам сборник стал очень популярным по всему миру и продержался на второй позиции Биллборда 16 недель.
В 2005 году Тёрнер появилась с выступлениями на шоу Опры Уинфри и The View. Тем временем All the Best стал первым платиновым американским альбомом для Тёрнер за 11 лет.

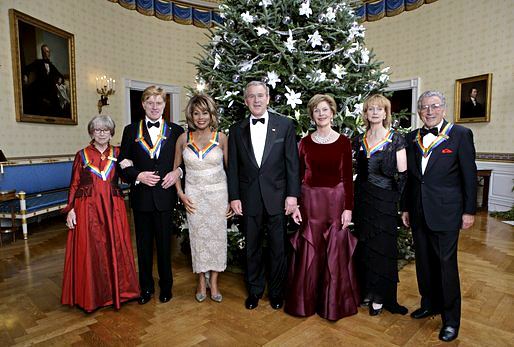
Тина Тёрнер получила премию центра Кеннеди в Вашингтоне вместе с другими артистами

В конце года Тина Тёрнер получила государственную премию центра Кеннеди в Вашингтоне вместе с другими артистами. Многие артисты и общественные деятели выступали в честь Тёрнер в тот вечер, включая Опру Уинфри, Мелиссу Этеридж, Куин Латифу, Бейонсе (исполнившую «Proud Mary») и Эл Грина. Уинфри, в частности, заявила: «Нам не нужен другой герой. Нам нужно больше таких героинь, как Вы, Тина. Вы заставляете меня гордиться, когда я пишу про себя ж-е-н-щ-и-н-а». И: «Тина не просто выжила, она торжествовала».
В ноябре Тёрнер выпустила диск All the Best — Live Collection, ставший платиновым, согласно RIAA.
В начале 2006 года был выпущен саундтрек к фильму All the Invisible Children, для которого Тёрнер исполнила песню «Teach Me Again», попавшую на первое место в чарте Италии.
В мае 2007 года Тёрнер вернулась на сцену в качестве ведущего исполнителя благотворительного концерта для детей Caudwell Children’s Charity в Лондонском Музее естественной истории. Это было её первое полное шоу за семь лет.
Тёрнер также записала песню «Edith and The Kingpin», вошедшую в альбом джазового пианиста Хэрби Хэнкока, посвящённый Джони Митчелл — River: The Joni Letters. Этот диск получил Грэмми как лучший джазовый альбом 2007 года.
В октябре 2007 года Карлос Сантана выпустил альбом Ultimate Santana, на котором присутствует трек в исполнении Тины, «The Game of Love», записанный ещё в 2002 году, но прежде не публиковавшийся.
12 декабря 2007 года Тёрнер публикует краткое заявление через своего представителя относительно смерти своего бывшего мужа Айка Тёрнера: «Тина знает, что Айк ушёл из жизни сегодня. Она не имела никаких контактов с ним на протяжении 35 лет. Никаких дальнейших комментариев сделано не будет».

### Возвращение на сцену. Tina: Live in Concert Tour
10 февраля 2008 года 68-летняя Тёрнер выступила вместе с Бейонсе на 50-й церемонии награждения Грэмми, что стало её первым большим публичным выступлением за семь лет после тура Twenty Four Seven Tour. Кроме этого, Тёрнер получила Грэмми за участие в записи альбома River: The Joni Letters.
29 апреля Тёрнер сообщила о том, что она отправится в юбилейное мировое турне Tina!: 50th Anniversary Tour в начале октября.
5 мая она выступила на концерте в Сезарс Палас в Лас-Вегасе со своей давней подругой Шер.
В поддержку грядущего турне 30 сентября Тёрнер выпускает очередную коллекцию главных хитов, редкие живые записи и два эксклюзивных трека — Tina!: Her Greatest Hits. Тур Tina: Live in Concert Tour начался 1 октября 2008 года в Канзас-сити и был признан одним из самых успешных туров года в Северной Америке.

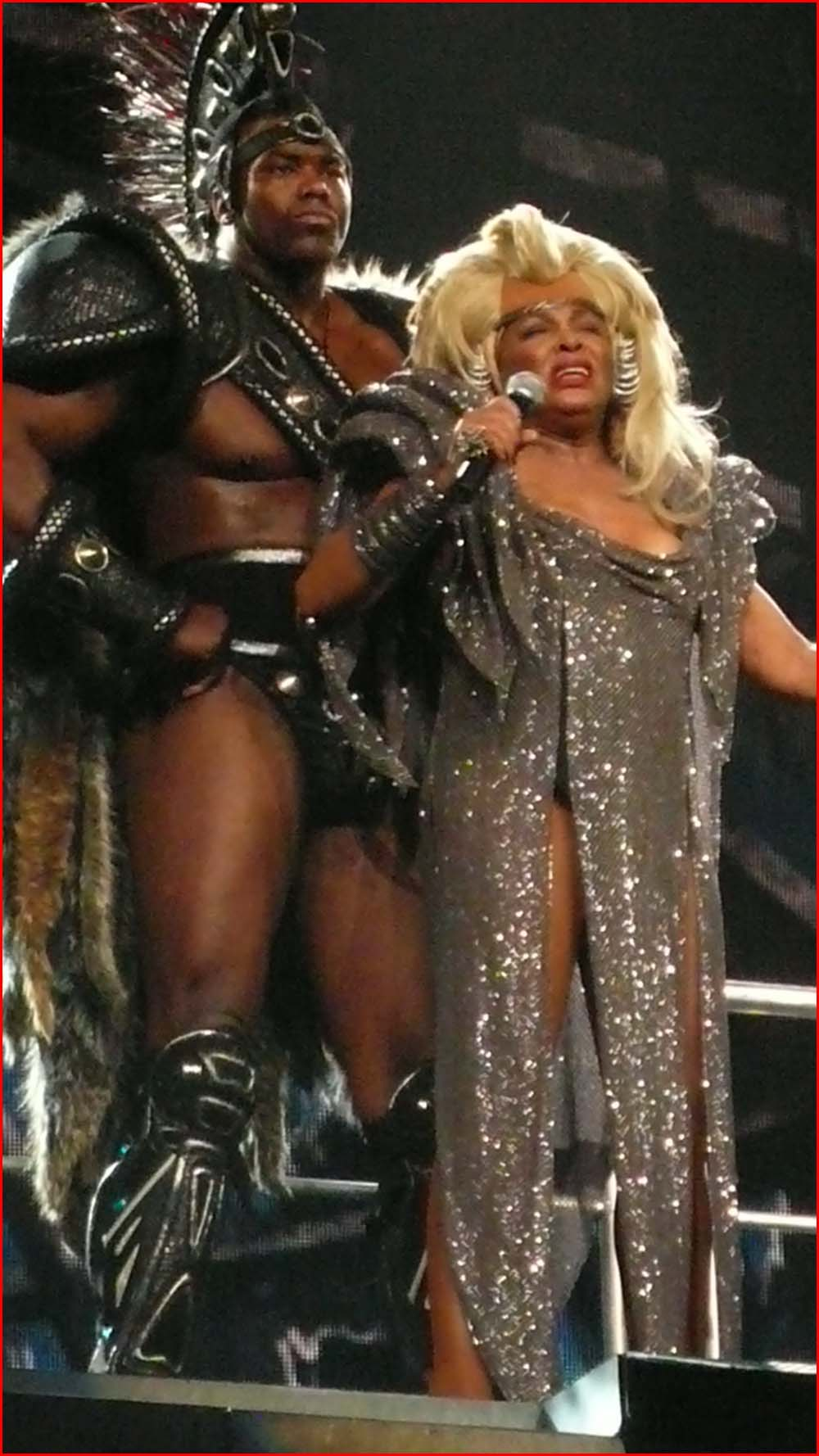
Тина Тёрнер в 2009 году

С 14 января 2009 года тур продолжился в Европе, обойдя по кассовым сборам Бейонсе и Бритни Спирс, и был признан самым успешным коммерческим туром в Европе.

## Личная жизнь

### Вероисповедание
Родившись в семье баптистского священника, Тёрнер позже меняет свою веру на буддизм (ветвь нитирэн), который помог ей справиться с жизненными трудностями — разорвать порочные отношения и найти внутренний мир.

### Отношения и дети
C 1957 по 1958 год Тёрнер встречалась с музыкантом Реймондом Хиллом. В этих отношениях у неё родился первый сын — Крейг Реймонд Тёрнер (29 августа 1958 — 3 июля 2018, застрелился в 59-летнем возрасте).
С 1962 по 1978 год Тёрнер была замужем за музыкантом Айком Тёрнером (1931—2007). В этих отношениях у неё родился второй сын — Рональд Ренелл Тёрнер (27 октября 1960 — 9 декабря 2022; страдал различными проблемами со здоровьем, в том числе раком, на протяжении многих лет и умер в 62-летнем возрасте). Она также усыновила двух сыновей Тёрнера от предыдущих отношений — Айка Тёрнера-младшего (род. 3 октября 1958) и Майкла Тёрнера (род. 23 февраля 1960). Тёрнер забеременела в 1968 году, но сделала аборт после того, как узнала о том, что одна из подруг Тёрнера, Энн Томас, тоже беременна от него. В том же году Тёрнер, для того чтобы избавиться от физического насилия со стороны мужа, пыталась покончить с собой, отравившись таблетками валиума.
15 июля 2013 года Тёрнер вышла замуж за музыкального продюсера Эрвина Баха после 27 лет их отношений.

### Место жительства и гражданство
С апреля 2013 года Тина Тёрнер являлась гражданкой Швейцарии, где она проживала вместе со своим мужем, немецким музыкальным продюсером Эрвином Бахом. Тина жила в городе Кюснахт в кантоне Цюрих. При получении гражданства европейской страны певица подписала соглашение об отказе от гражданства США и официально от него отказалась в ноябре 2013 года. Согласно пункту 349 (а) (5) Закона Соединённых Штатов об иммиграции и гражданстве, утрата гражданства происходит автоматически при принятии гражданином США гражданства другой страны.

### Болезни и смерть
В 2013 году, через три недели после свадьбы с Эрвином Бахом, Тёрнер перенесла инсульт, и ей пришлось заново учиться ходить.
В 2016 году у Тёрнер диагностировали рак кишечника. Она выбрала гомеопатические средства для лечения высокого кровяного давления, что привело к повреждению почек и в конечном итоге к почечной недостаточности. Её шансы получить почку были низкими, и ей настоятельно рекомендовали начать диализ. Она думала об оказании помощи при самоубийстве и записалась в группу Exit, но её муж предложил пожертвовать ей почку для трансплантации. 7 апреля 2017 года Тёрнер сделали операцию по пересадке почки, которая была в значительной степени успешной, хотя она по-прежнему сталкивалась с некоторыми осложнениями, поскольку её тело пыталось отторгнуть новый орган. Последовавшие за этим побочные симптомы, такие как «головокружение, забывчивость, беспокойство и редкие приступы сумасшедшей диареи», временами делали её жизнь проблемной.
Скончалась 24 мая 2023 года, на 84-м году жизни, в своём доме в Кюснахте (Швейцария) после продолжительной болезни. Похоронена в Кюснахте.

## Дискография

### Студийные альбомы
- Tina Turns the Country On! (1974)
- Acid Queen (1975)
- Rough (1978)
- Love Explosion (1979)
- Private Dancer (1984)
- Break Every Rule (1986)
- Foreign Affair (1989)
- Wildest Dreams (1996)
- Twenty Four Seven (1999)

### Концертные альбомы
- Tina Live in Europe (1988)
- VH1 Divas Live '99 (с Уитни Хьюстон, Шер и др.) (2000)
- Tina Live (2009)

### Саундтреки
- Mad Max Beyond Thunderdome (1985)
- What’s Love Got to Do with It (1993)

### Сборники лучших песен
- Simply the Best (1991)
- The Collected Recordings — Sixties to Nineties (1994)
- All the Best (2004)
- Tina! (2008)
- The Platinum Collection (2009)
- Love Songs (2014)

### Синглы
Синглы, попавшие в топ-10 в американских и британских чартах.
Как Айк и Тина Тёрнеры:
- «A Fool in Love» (1960)
- «I Idolize You» (1961)
- «It’s Gonna Work Out Fine» (1961)
- «Poor Fool» (1962)
- «Tra La La La La» (1962)
- «River Deep — Mountain High» (1966)
- «Proud Mary» (1971)
- «Nutbush City Limits» (1973)

Сольно:
- «Let’s Stay Together» (1983)
- «What's Love Got to Do With It» (1984)
- «Better Be Good to Me» (1984)
- «Private Dancer» (1984)
- «We Don’t Need Another Hero (Thunderdome)» (1985)
- «Typical Male» (1986)
- «The Best» (1989)
- «I Don’t Wanna Lose You» (1989)
- «I Don’t Wanna Fight» (1983)
- «It Takes Two» (с Родом Стюартом) (1990)
- «GoldenEye» (1995)
- «When the Heartache Is Over» (1999)